# Buire
Buire je francouzská obec v departementu Aisne v regionu Hauts-de-France. V roce 2011 zde žilo 882 obyvatel.

## Sousední obce
Éparcy, La Hérie, Hirson, Neuve-Maison, Origny-en-Thiérache

## Vývoj počtu obyvatel
Počet obyvatel 